# Kościół Niepokalanego Poczęcia Najświętszej Maryi Panny w Wied Gerżuma (Rabat)
Kościół Niepokalanego Poczęcia Najświętszej Maryi Panny (malt. Il-Knisja ta' Kuncizzjoni Mmakulata, ang. Church of the Immaculate Conception) – jest to niewielki rzymskokatolicki kościół w Wied Gerżuma (Dolina Gerżuma), w granicach administracyjnych Rabatu na Malcie. Kościół umiejscowiony jest na początku doliny, która jest jednym z najbardziej malowniczych miejsc na obrzeżach Rabatu.  

## Historia
Kościół został zbudowany w 1736 przez wielkiego mistrza Manoela de Vilhenę na terenie należącym do Fondazione Paola. Była to fundacja założona przez wielkiego mistrza Antoine de Paule. Posiadała ona wiele działek terenu, a fundusze uzyskane z ich wynajmu Zakon przeznaczał na budowę swoich budynków. I rzeczywiście, obok kościoła znajduje się kamienny łuk z inskrypcją "Fondazione Paola 1731" i marmurowym herbem Antoine’a de Paule.

Po zajęciu Malty przez Francuzów kościół przeszedł od zarząd władz cywilnych, Jest on jednym z niewielu kościołów na Malcie będących wciąż własnością państwa.

### Viġenda
Ze świątynią związana jest tzw. viġenda (czyt. "widżenda"). Była to zapłata, którą, zarządzeniem wielkiego mistrza otrzymywał ksiądz za odprawianie mszy świętych w tym kościele, oraz za sprawowanie nad nim opieki. Początkowo wynosiła 40 skudów rocznie, później podniesiono ją do 60. Słowo "viġenda" pochodzi prawdopodobnie od włoskiego słowa "vicenda" - "wydarzenie, epizod", w znaczeniu "coś, co się już zdarzyło". Po przejęciu wyspy przez Brytyjczyków system rozliczania "viġendy" zmienił się o tyle, że ksiądz dostawał (w 1806) 1 skuda i 1 tari za każdą odprawioną mszę. Biorąc pod uwagę, że w roku kalendarzowym są 52 niedziele, poza świętami, jest jasnym, że kwota roczna zbliżona była do poprzednich 60 skudów, jakkolwiek zachęciło to viġendarian do codziennego odprawiania mszy świętej.

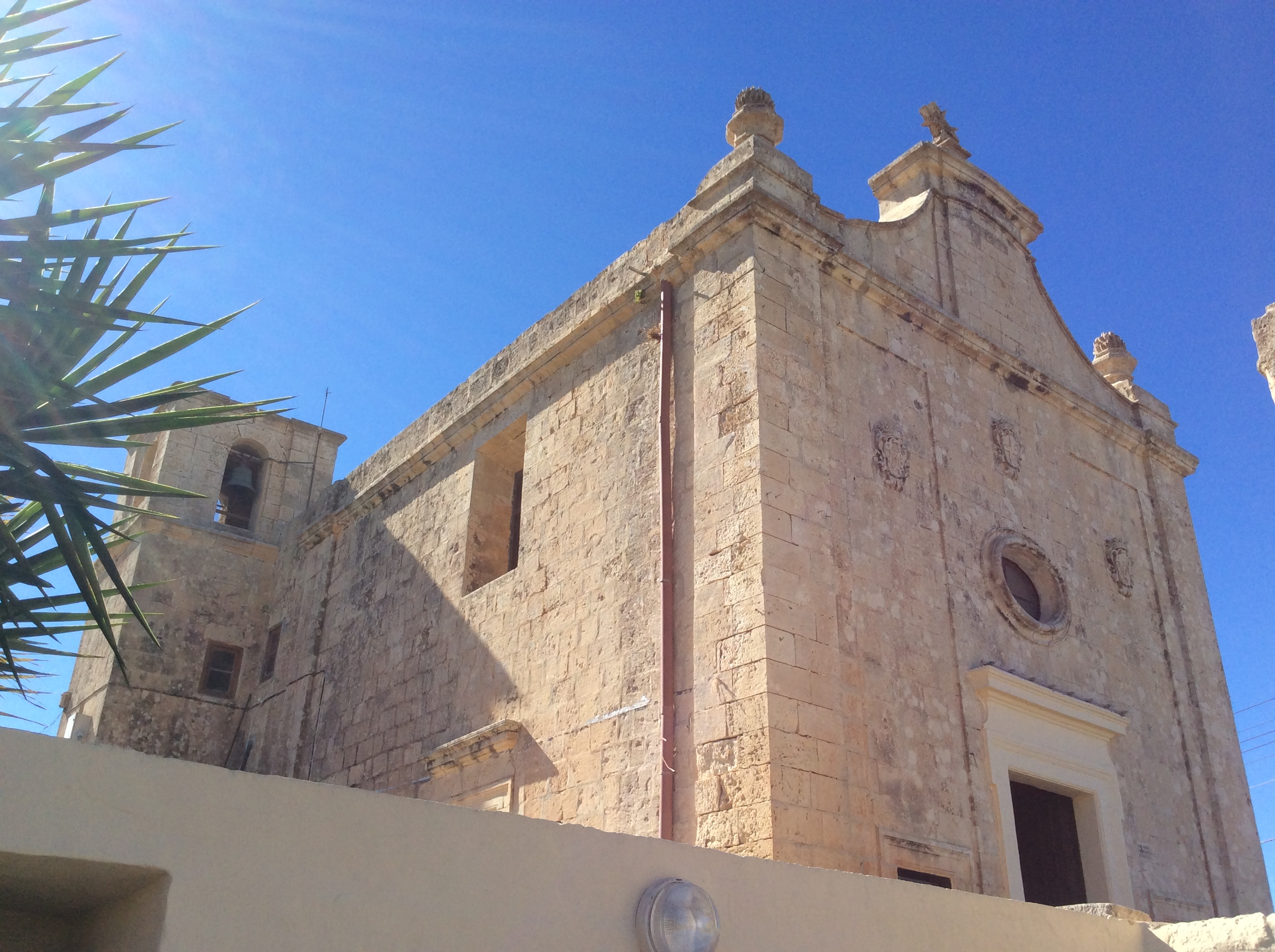
Fasada i boczna elewacja, w głębi po lewej dzwonnica

## Architektura

### Wygląd zewnętrzny
Przed kościołem znajduje się niewielki prostokątny placyk. Fasada kościoła spięta jest dwoma toskańskimi pilastrami wspierającymi gzyms, na którym z kolei znajduje się fronton połączony spływami wolutowymi ze znajdującymi się na krańcach ozdobami w kształcie szyszki. Na szczycie frontonu krzyż maltański. Nad centralnie umieszczonym prostokątnym wejściem, okolonym wymodelowaną kamienną ramą i zwieńczonym prostym gzymsem, znajduje się owalne wole oko, przez które wnika do wnętrza światło. Fasada ozdobiona jest trzema herbami, z których jeden umieszczony jest nad oknem, dwa pozostałe po jego bokach. Po obu stronach drzwi umieszczone są proste niskie okna, przez które można było adorować Najświętszy Sakrament, gdy świątynia była zamknięta. Z tyłu budynku po lewej stronie znajduje się kwadratowa dzwonnica z dwoma dzwonami, a przed nią niewielka attyka.

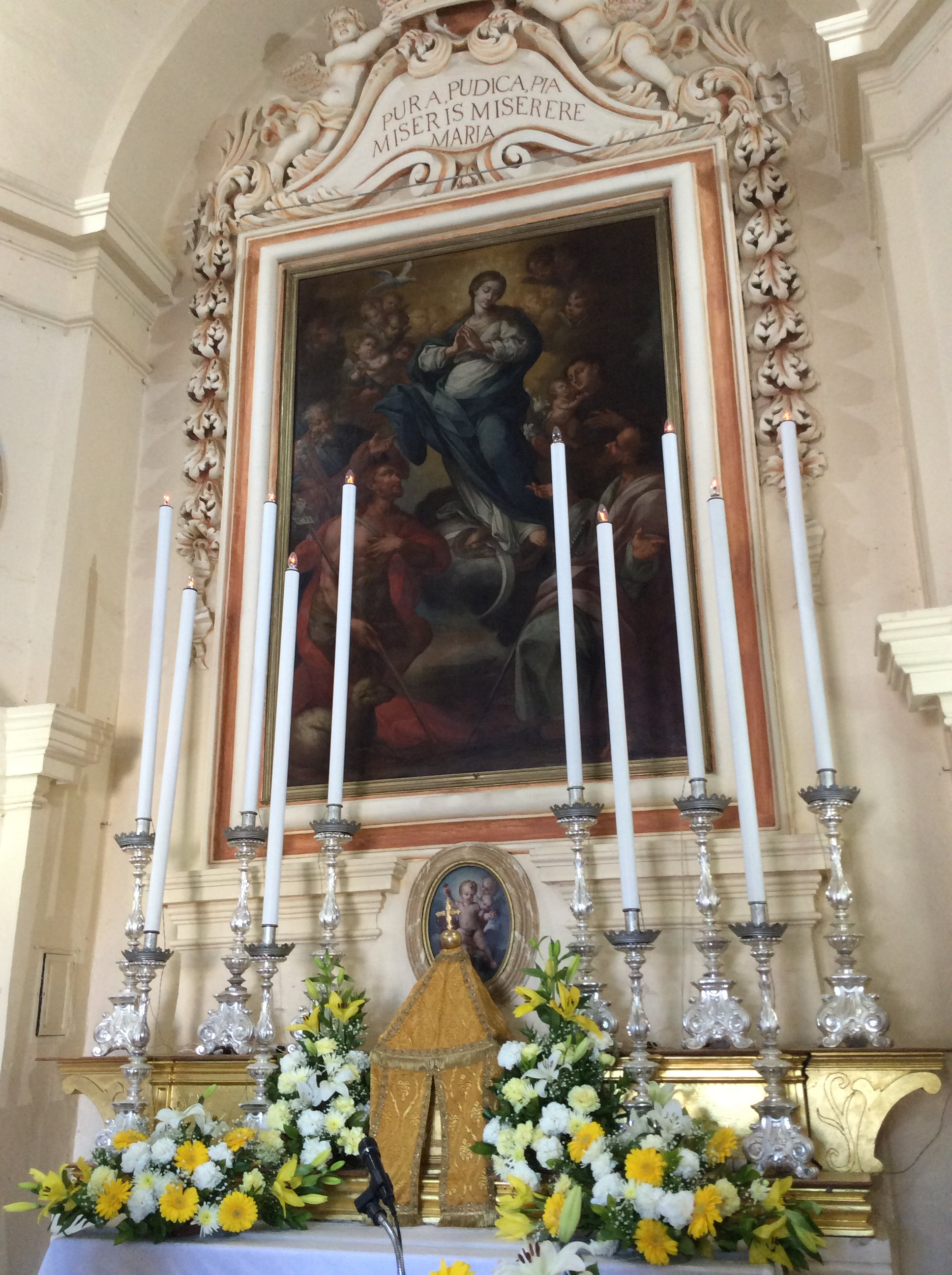
Obraz tytularny świątyni

### Wnętrze
Świątynia postawiona jest na planie prostokąta. Sklepienie kolebkowe okrywa wnętrze z niewielką apsydą, w której znajduje się ołtarz. Obraz tytularny przedstawia Niepokalane Poczęcie wraz ze św. Janem Chrzcicielem, św. Pawłem, św. Antonim i św. Józefem. Jest to obraz Ġannikola Buhagiara, któremu przypisuje się również dwa obrazy przedstawiające odpowiednio św. Annę i św. Joachima, znajdujące się po bokach ołtarza. Ramę obrazu tytularnego flankuje misternie rzeźbiony motyw roślinny, na szczycie którego znajdują się dwa anioły trzymające koronę oraz napis: „Pura Pudica Pia Miseris Miserere Maria” (Dobra i Czysta Maryjo, zmiłuj się nad nami, sierotami). Kościół jest ozdobiony rzeźbami i złoceniami.

W kościele znajdziemy również figurę Niepokalanego Poczęcia, która jest noszona w procesji w święto tytularne, w pierwszą niedzielę po 8 grudnia. Posąg ten jest dziełem Ġlormu Dingli z Rabatu.

### Graffiti
Na ścianie fasady znajduje się kilka graffiti przedstawiających galery Zakonu; prawdopodobnie są to ex voto wykonane przez marynarzy, którzy zostali uratowani po zatonięciu statku.

## Świątynia dzisiaj
Msza św. odprawiana jest w kościele w soboty o godz. 19:00, w niedziele i święta o 16:30. Co roku w pierwszą niedzielę po 8 grudnia odbywa się festyn, którego korzenie sięgają czasów Zakonu. Dziś kościół jest również wykorzystywany do rekolekcji przez wiele grup religijnych, ponieważ wiejskie i ciche otoczenie sprawia, że jest to doskonałe miejsce do spotkań i refleksji.

## Ochrona dziedzictwa kulturowego
Kaplica umieszczony jest na liście National Inventory of the Cultural Property of the Maltese Islands pod nr. 2323.